# Kerry Lynch
Kerry Joel Lynch (* 31. Juli 1957 in Denver, Colorado) ist ein ehemaliger US-amerikanischer Nordischer Kombinierer.
Lynch wurde 1981, 1983 und 1986 nationaler Meister in der Nordischen Kombination. Er trat 1980 bei den Olympischen Winterspielen in Lake Placid an. Im Einzelwettkampf belegte er Rang 18. Bei den Olympischen Winterspielen 1984 in Sarajevo verbesserte er sich auf den 13. Platz.
Lynch wurde Vizeweltmeister bei der Nordischen Ski-WM 1987. Nachdem ihm bei einer Dopingprobe Blutdoping nachgewiesen werden konnte, verlor er den zweiten Platz und wurde für weitere zwei Jahre gesperrt.